# Wibault 283T
Dimensions

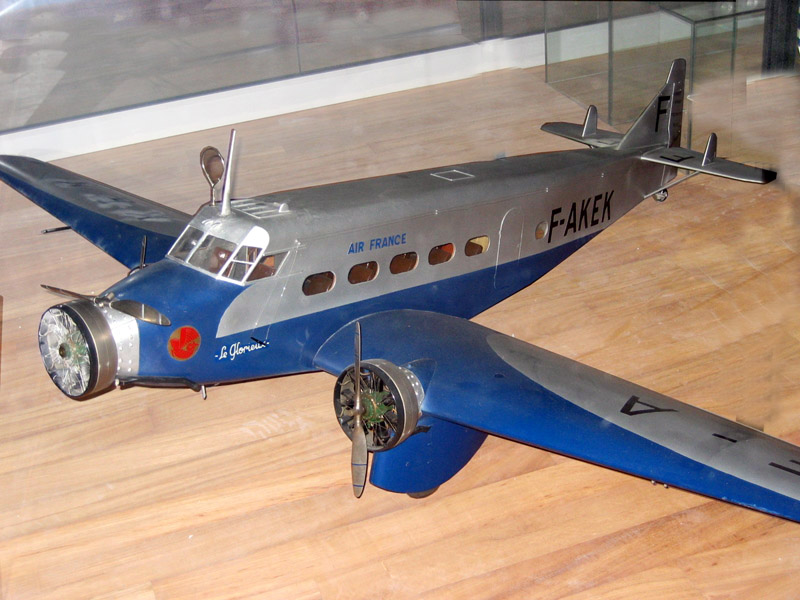
Maquette à l'échelle réduite du "Glorieux" d'Air France.

Le Wibault 283T était un avion trimoteur de transport civil français construit de 1930 à 1934 par la Société des Avions Michel Wibault et issu du prototype 280T.

## Historique
Le développement de cette série d'avions fut financé par les Chantiers de Penhoët de Saint-Nazaire. Souvent appelé Wibault-Penhoët, cet avion utilisant une formule trimoteur très commune à l'époque (Bloch MB.120, Ford Trimotor, Fokker F.VII, Junkers G 24 par exemple) était un monoplan à aile basse avec revêtement de duralumin et motorisé à l'origine par trois moteurs en étoile Gnome et Rhône Titan Major de 350 ch chacun et refroidissement par air. Son train était fixe et il pouvait transporter 10 passagers et un équipage de trois personnes.
Il constituait la version ultime du prototype Wibault-Penhoët 280T. Le Wibault 280T fut présenté au Salon de l'aéronautique de 1930 et fit son premier vol en novembre 1930. Il était équipé de trois moteurs Hispano-Suiza 9QA de 300 ch chacun.
Le second prototype 281T fut équipé de Gnome et Rhône 7Kb. La première version appelée 282T, équipée du Gnome et Rhône 7Kd plus puissant, fut construite en sept exemplaires.
La seconde et dernière version 283T possédait un nouvel empennage, un emport de carburant accru, ainsi que des hélices et des carénages plus efficaces. Les premiers exemplaires furent exploités par la compagnie CIDNA et Air Union pour desservir la ligne Paris-Londres et Paris-Istanbul.
En 1934 cette version 283T était considérée comme un avion robuste et de bonne fiabilité pour l'époque. Dix 283T et cinq 282T furent exploités par la toute nouvelle compagnie Air France jusqu'en 1939 : 9 étaient en service sur le réseau « Afrique », 4 sur le réseau « Méditerranée et Orient » et 2 sur le réseau européen. Lors de la déclaration de guerre plusieurs furent utilisés comme transporteurs militaires. L'un d'eux sera ensuite vendu à la compagnie portugaise Aero Portuguesa (en) en février 1940.
Aero Portuguesa disposa en fait de deux avions de ce type sur la ligne Lisbonne-Tanger-Casablanca à partir de 1941 immatriculés CS-ABX et CS-ADB.

## Version
Wibault-Penhoët 280T
Prototype avec trois moteurs radiaux Hispano-Wright 9Qa de 300cv (224 kW), l'un d'eux a été converti en 281
Wibault 281T
Prototype re-motorisé avec trois moteurs radiaux 3 Gnome-Rhône 7Kb suivis d'un autre converti ultérieurement en 282
Wibault 282T
Modèle de production (12 passengers) avec trois moteurs radiaux Gnome-Rhône 7Kd de 350 ch, 7 construits.
Wibault 283T
Variante de production pour Air France with trois moteurs  Gnome-Rhône 7Kd de 350 ch, capacité de carburant augmenté, et queue modifiée, dix construits.
Wibault 283T12
Issu du prototype Wibault 283T précité, c'est un avion de ligne qui peut accueillir 10 passagers et un équipage de 3 personnes. On le voit dans Tintin et l'oreille cassée

## Utilisateurs
France
- Air Union
- Cidna
- Air France
- Armée de l'air

 Portugal
- Aero Portuguesa

## Dans la bande dessinée
Un Wibault 283 T, appartenant à Air France (il porte le logo de l'hippocampe ailé, familièrement surnommé la « crevette volante ») mais peint dans une livrée inhabituelle (jaune et noire) apparaît dans l'album de Tintin L'Oreille cassée datant de la fin des années 1930 : Les deux malfaiteurs Ramon Bada et Alonzo Perez embarquent à son bord, à destination de l'Amérique du Sud.